# Ronnie Iloya
Ronnie Iloya es un deportista ugandés que compitió en taekwondo. Ganó una medalla de bronce en el Campeonato Africano de Taekwondo de 1998, en la categoría de –72 kg.

## Palmarés internacional
| Campeonato Africano | Campeonato Africano | Campeonato Africano | Campeonato Africano |
| Año                 | Lugar               | Medalla             | Categoría           |
| ------------------- | ------------------- | ------------------- | ------------------- |
| 1998                | Nairobi (Kenia)     | Medalla de bronce   | –72 kg              |